# Milà-Sanremo 2003
La Milà-Sanremo 2003 fou la 94a edició de la Milà-Sanremo. Es disputà el dissabte 22 de març i fou guanyada pel ciclista italià Paolo Bettini, que va batre a l'esprint els seus compatriotes Mirko Celestino i Luca Paolini. Mario Cipollini va encapçalar l'esprint del gran grup, el qual arribà amb 11" de retard respecte al vencedor.

## Classificació general
|    | Ciclista        | Equip                  | Temps      |
| -- | --------------- | ---------------------- | ---------- |
| 1  | Paolo Bettini   | Quick Step-Davitamon   | 6h 44' 43" |
| 2  | Mirko Celestino | Saeco                  | m. t.      |
| 3  | Luca Paolini    | Quick Step-Davitamon   | + 2"       |
| 4  | Mario Cipollini | Domina Vacanze-Elitron | + 11"      |
| 5  | Dario Pieri     | Saeco                  | m. t.      |
| 6  | Erik Zabel      | Team Telekom           | m. t.      |
| 7  | Óscar Freire    | Rabobank               | m. t.      |
| 8  | Jan Svorada     | Lampre                 | m. t.      |
| 9  | Serguei Ivanov  | Fassa Bortolo          | m. t.      |
| 10 | Guido Trentin   | Fassa Bortolo          | m. t.      |